# Hor-Aha
Hor-Aha var en farao fra første dynasti. 
Hor-Aha overtog et forenet Ægypten fra Narmer, men måtte føre flere krige, bl.a. i Nubien, for at bevare landet samlet.
Han grundlagde Memphis, byen ved grænsen mellem Øvre og Nedre Ægypten, der i lange perider var Ægyptens hovedstad.
Han grundlagde også et tempel for gudinden Neith i Sais i deltaet.
Hor-Ahas nebti-navn var Men. Derfor er det sandsynligt, at det er ham Manethon kalder Menes.
Han er begravet i Abydos.
| Biografi | Spire Denne biografi er en spire som bør udbygges. Du er velkommen til at hjælpe Wikipedia ved at udvide den. |